# José Azcona del Hoyo

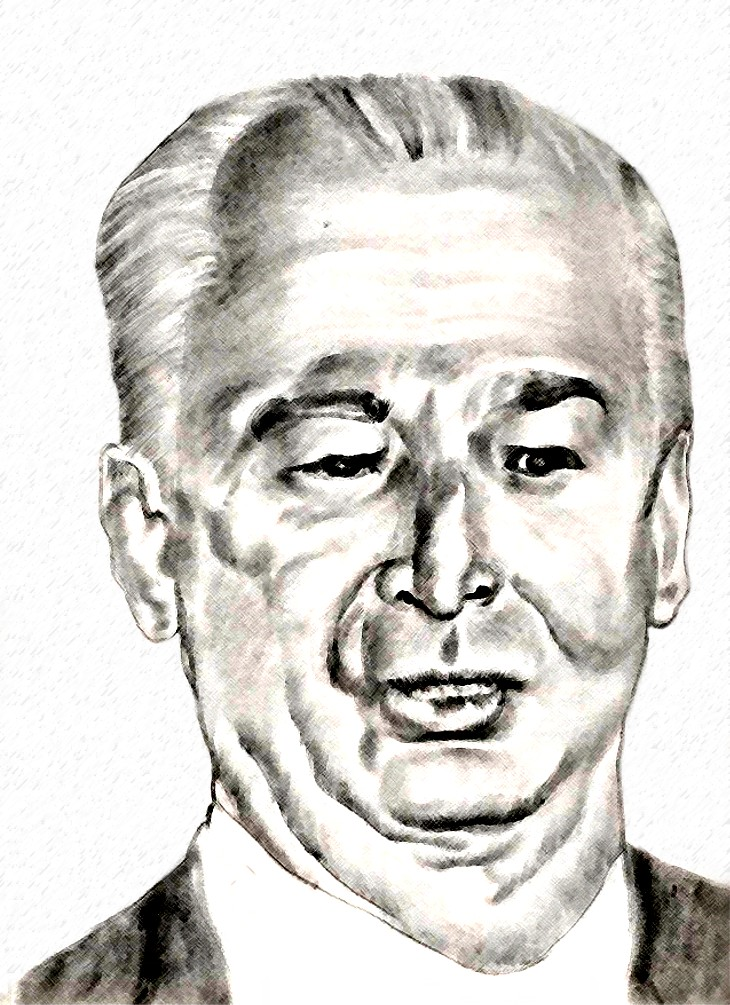
José Azcona del Hoyo

José Simón Azcona del Hoyo (La Ceiba, 16 januari 1927 – Tegucigalpa, 24 oktober 2005) was president van Honduras van 1986 tot 1990. Hij vertegenwoordigde de Liberale Partij van Honduras (PLH).
Van 1935 tot 1949 woonde hij in Spanje, maar hij ontvluchtte dat land vanwege de dienstplicht. Hij studeerde civiele techniek in Honduras en Monterrey. In 1962 werd hij lid van de PLH. Een jaar later poogde hij kandidaat te worden voor het Congres, maar generaal Oswaldo López Arellano annuleerde de verkiezingen na een staatsgreep. Hij leidde een factie binnen de PLH die zich verzette tegen de dictatuur van López Arellano. Na de terugkeer van de democratie in 1980 werd hij parlementslid. In 1982 werd hij minister van Publieke Werken onder Roberto Suazo maar stapte in 1983 uit het kabinet na onenigheid met Suazo. 
Azcona was populair omdat hij zich verzette tegen het autoritaire optreden van Suazo. In 1986 werd hij met 27,5% van de stemmen tot president gekozen. Hoewel Rafael Leonardo Callejas van de Nationale Partij van Honduras (PNH) meer stemmen haalde, de PLH voldoende stemmen om het presidentschap voor Azcona veilig te stellen. Tijdens zijn presidentschap ontmantelde hij de meeste bases van de contra's in zijn land.
Na zijn presidentschap werd hij actief in de bouwwereld. Hij overleed aan een hartaanval.